# 毛無山 (小樽市)
毛無山（けなしやま）は、北海道小樽市にある山。標高548.2m。

## 概要
語源は、アイヌ語“ケナシ・kenas（山林）”と考えられており、それに「毛無」という当て字がなされたもの。
山肌を縫うように作られた国道393号（毛無峠）は小樽側からキロロリゾートなどがある赤井川村へ抜ける途中にあり、スキーシーズンには多くの車で混雑する。中腹には北海道ワインの工場がある。また、毛無山展望台からは小樽市のほぼ全域を見渡すことができ、昼夜を問わず多くの方が訪れる景勝地である。